# جیمز اتکینسون (بازیکن فوتبال)
جیمز اتکینسون (انگلیسی: James Atkinson؛ زادهٔ ۶ ژانویهٔ ۱۹۹۵) بازیکن فوتبال اهل بریتانیا است.